# Sorø
Pour les articles homonymes, voir Soro.

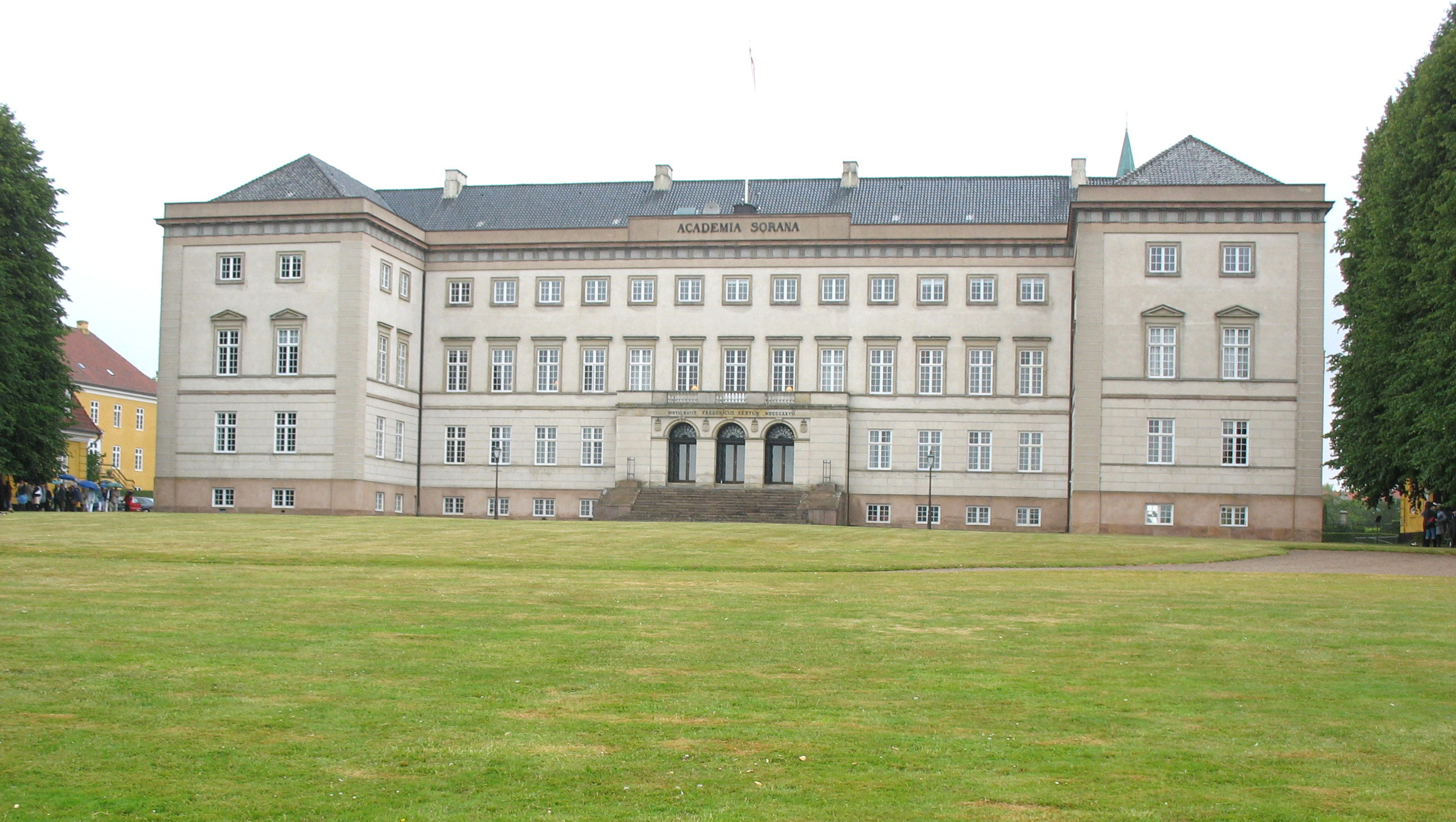
L'Académie de Sorø.

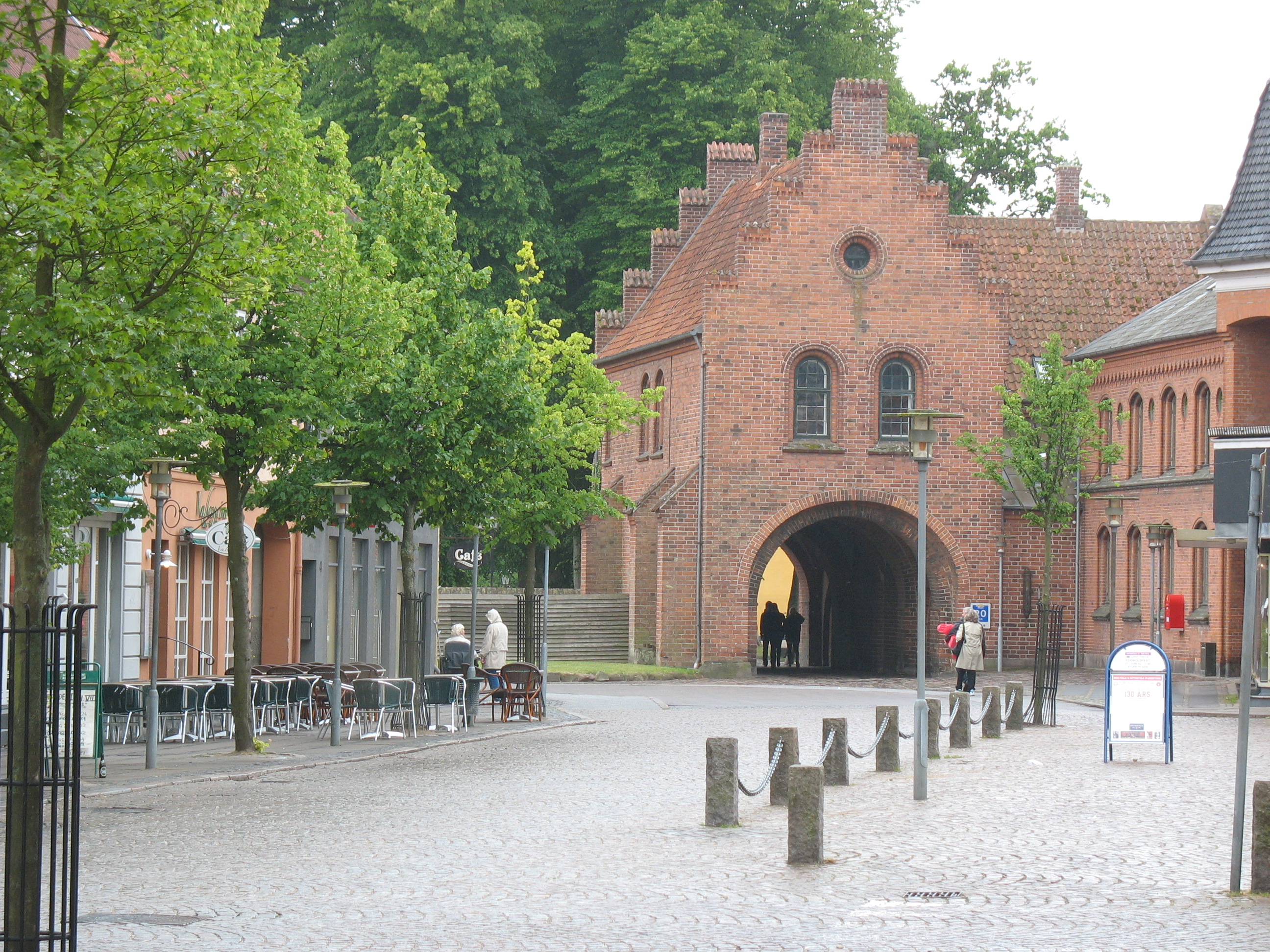
L'abbaye de Sorø.

Sorø  est une commune danoise de la région Sjælland issue de la réforme communale de 2007.

## Géographie
Sorø est situé à une soixantaine de kilomètres à l'ouest de Copenhague sur la route conduisant à Nyborg.
La population de la commune s'élevait en 2007 à 28 956 habitants alors que sa superficie est de 311,05 km2.
La localité possède deux monuments importants, d'une part l'abbaye de Sorø et d'autre part l'Académie de Soro.

## Histoire
L'histoire de Sorø est étroitement liée à celle de l'abbaye de Sorø datant du milieu de XIIe siècle.
Sorø est aujourd'hui le résultat du rassemblement des 3 communes de :
- Dianalund ;
- Sorø ;
- Stenlille.

## Personnalités liées à Sorø
Personnalités qui y sont nées:
- Bernhard Lauritz Frederik Bang (1848-1932), vétérinaire qui a isolé la bactérie Brucella abortus bovis.
- Margrete Heiberg Bose (1865–1952), physicienne argentine d'origine danoise.
- Christian Grønborg (1962-), skipper, champion olympique en 1988.

Personnalités qui y sont inhumées:
- Archevêque Absalon (1128-1201), prélat et homme politique, conseiller du roi Valdemar Ier.
- Ludvig Holberg (1684-1754), historien, écrivain et philosophe repose dans l'ancienne abbaye cistercienne.
- Thøger Binneballe (1818-1900), un architecte et maître d’œuvre qui est enterré dans la ville.